# Glenea albolineata
Glenea albolineata é uma espécie de besouro da família Cerambycidae. Foi descrito por James Thomson em 1860.

## Subespécies
- Glenea albolineata albolineata Thomson, 1860
- Glenea albolineata buruensis Breuning, 1958
- Glenea albolineata lumawigi Breuning, 1980
- Glenea albolineata mindanaonis Aurivillius, 1926
- Glenea albolineata obiensis Breuning, 1950
- Glenea albolineata uniformis Breuning, 1958